# 文昌街道 (天津市)
文昌街道，是中华人民共和国天津市蓟州区下辖的唯一一个街道办事处，也是区政府驻地，于2006年设立，蓟州区人民政府驻地。

## 行政区划
文昌街道下辖以下地区：
五十八间社区、花园里二段社区、府君里社区、东风里社区、三府街社区、双柏里社区、胜利路社区、博雅花园社区、鸿雁里社区、白塔寺社区、安裕中区社区、阳光社区、龙港社区、引滦社区、安裕西区社区、花园新村社区、鑫海苑社区、乐园社区、中昌东区社区、翠湖社区、佳城社区、远景城社区、山水颐城社区、天元社区、幸福时代花园社区、山倾城社区和天一绿海社区。